# Giovanni Interdonato
Giovanni Interdonato (Palermo, 25 febbraio 1810 – Palermo, 24 ottobre 1866) è stato un politico italiano.

## Biografia
Coinvolto nella rivoluzione del 1848 andò in esilio prima a Genova e poi a Parigi per poi tornare nel capoluogo ligure e riunirsi alla famiglia giunta da Messina come apprendiamo da una lettera del patriota siciliano Rosolino Pilo al conte Gioacchino Maria Pilo Boyl del 1855: "Il signor Giovanni Interdonato deputato del parlamento siciliano conosciuto in casa dei comuni amici signori Fontana dietro [dopo] la dimora di 8 mesi in Genova pensò di recarsi a Parigi. Oggi desiderando riunirsi alla moglie ed ai figli che fra pochi giorni verranno in questa da Messina ha domandato all'ambasciatore sardo residente a Parigi il visto per il suo passaporto inglese per Genova, ma quel funzionario gli rispose non potersi bidonare passaporti esteri senza il permesso esplicito di cotesto ministero e ciò per regola generale degli esteri."
(Archivio Falzone, copia di lettera di Rosolino Pilo) 
Eletto deputato nell'VIII legislatura del Regno d'Italia, l'elezione fu annullata per incompatibilità di impiego essendo Procuratore Generale della Corte di appello e della Corte di Cassazione di Palermo.
Mediante Regio Decreto fu nominato l'8 ottobre 1865 Senatore del Regno. Morì di colera un anno più tardi, senza aver mai prestato giuramento e quindi senza aver mai completato l'iter di perfezionamento della nomina.